# Kozienice (stacja kolejowa)
Kozienice – stacja kolejowa w mieście Kozienice, w województwie mazowieckim, w Polsce.

W chwili obecnej stacja jest nieużywana, a odcinek dawnej linii kolejowej 76 (linia ta nie obejmuje już stacji Kozienice) między Kozienicami a Janikowem jest wyłączony z ruchu.